# Livadhja
Livadhja (gr. Λιβαδια) – niewielka miejscowość w południowej części Albanii, w okręgu Saranda w obwodzie Wlora. 